# چرخ‌وفلک

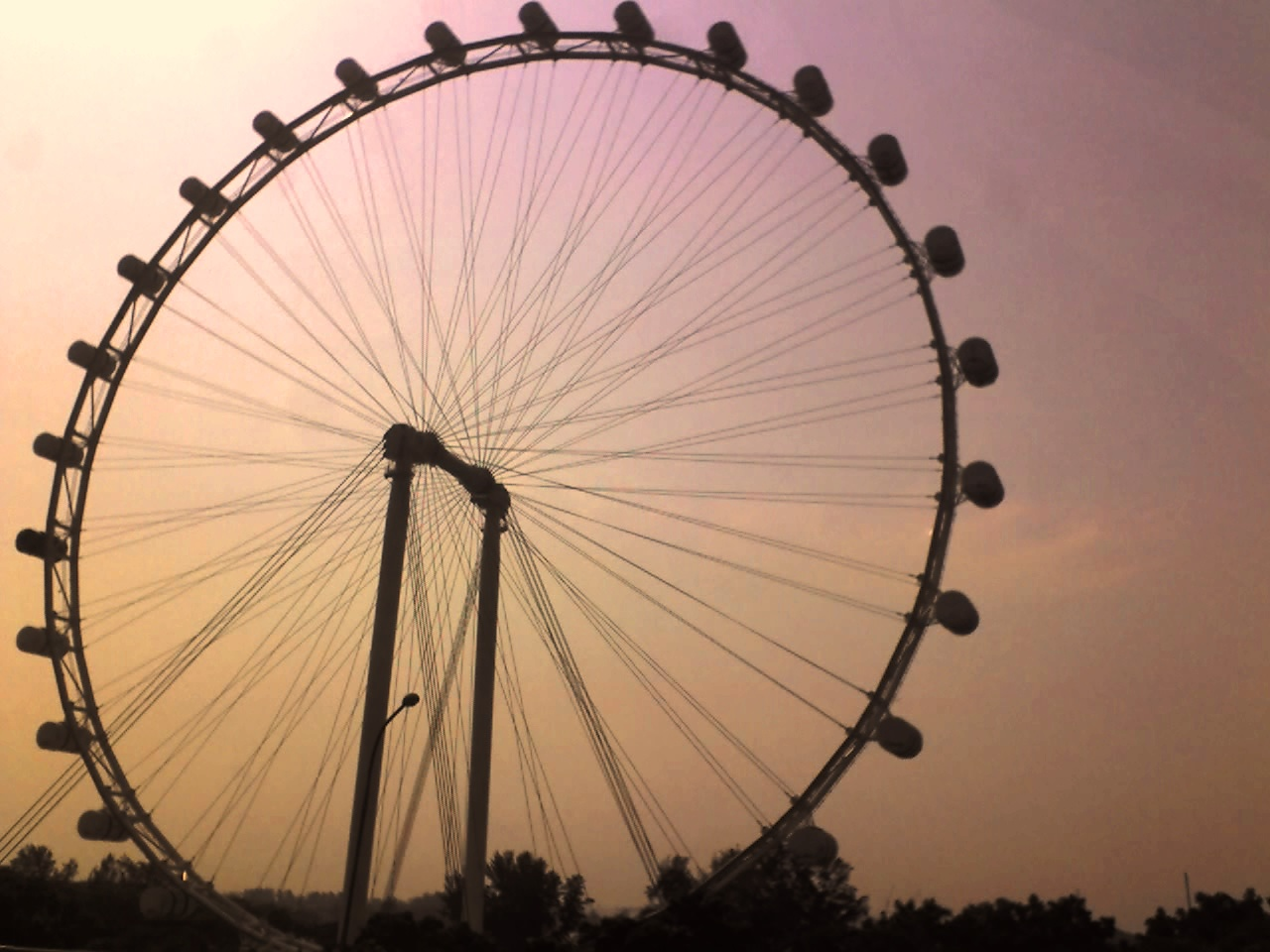
پرندۀ سنگاپوری، سومین چرخ فلک بلند جهان در سنگاپور

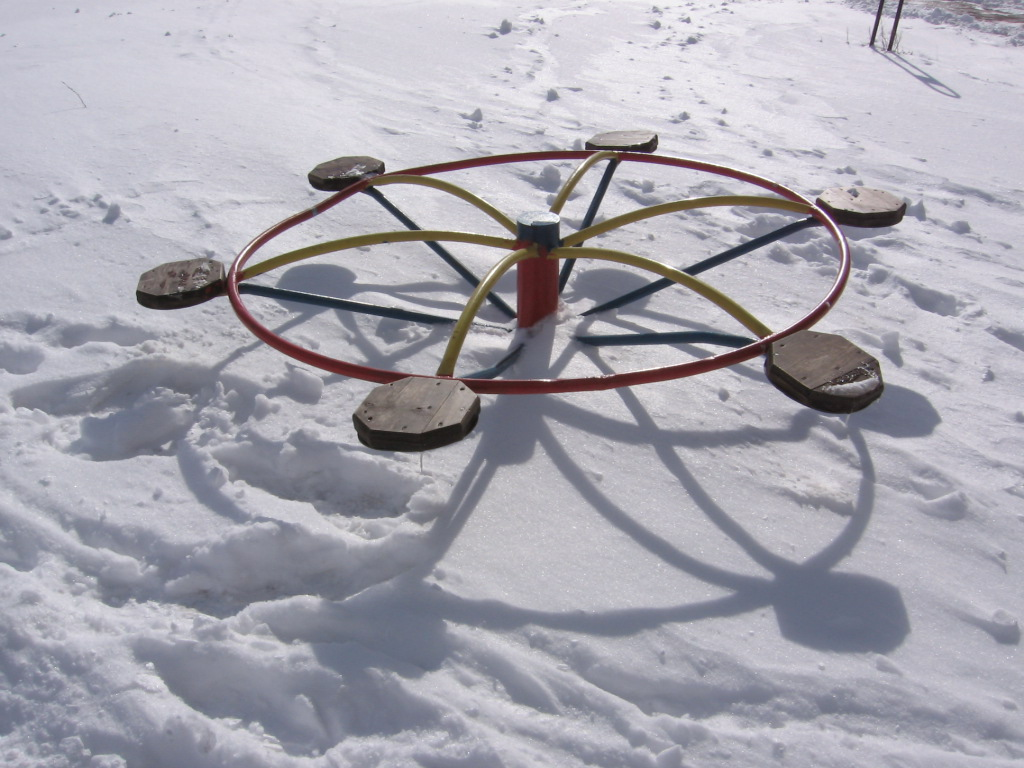
چرخ فلک افقی

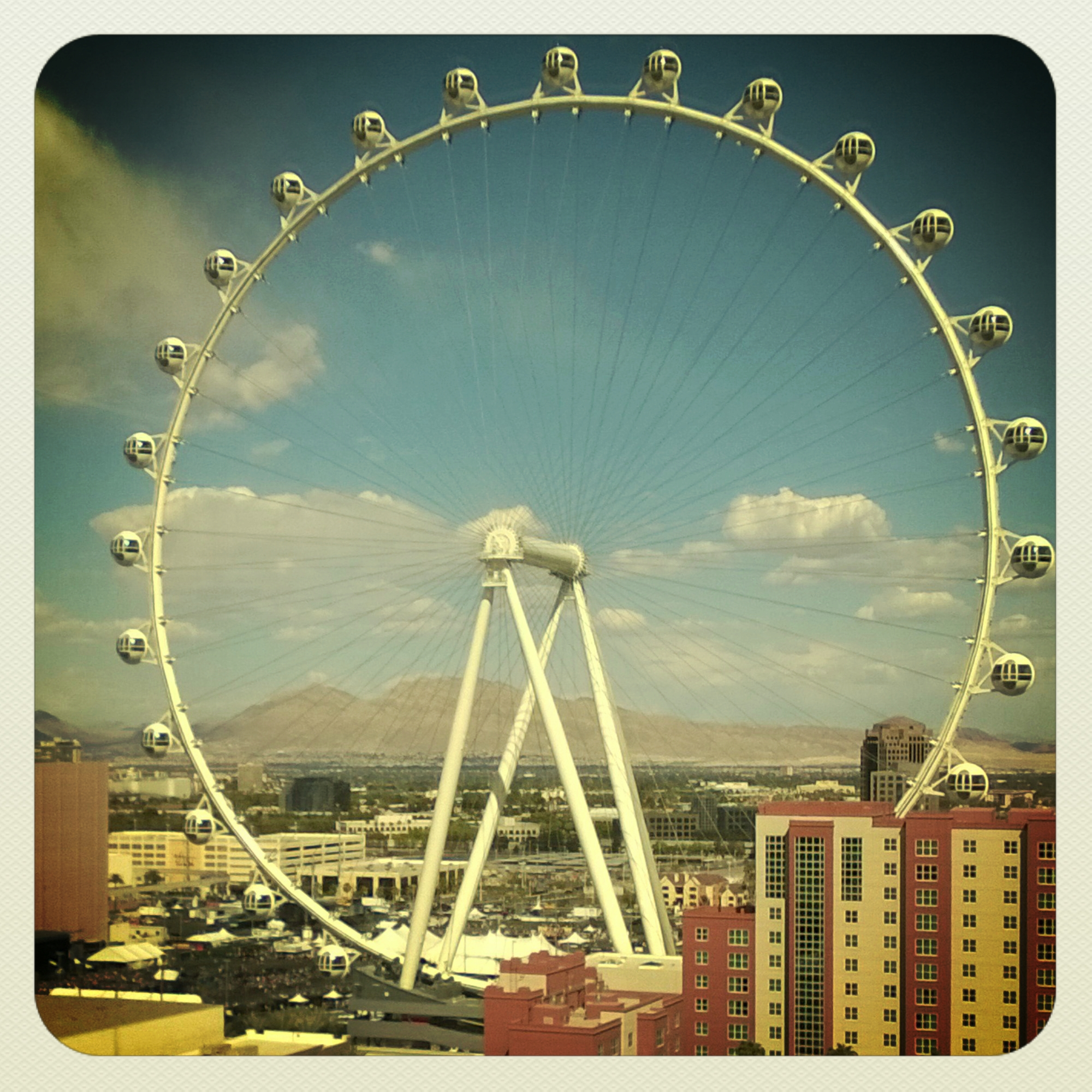
چرخ و فلک های رولر لاس وگاس (دومین چرخ و فلک بلند دنیا)

چرخ و فلک (به انگلیسی: Ferris wheel) نوعی وسیله سواری تفریحی است که از چرخ عمودی بزرگ متصل به تعدادی کابین، جهت حمل افراد، تشکیل شده هست. این کابین‌ها به گونه ای به لبه چرخ متصل شده‌اند که با چرخش آن، به کمک نیروی جاذبه عمودی نگه داشته می‌شوند. این وسیله در مناطق گردشگری، جهت مشاهده مناظر و نیز شهر بازی‌ها مورد استفاده قرار می‌گیرد.
بر روی لبه خارجی برخی از چرخ و فلک‌های بزرگ امروزی، واگن‌هایی مستقر شده‌اند و موتورهایی الکتریکی مستقلاً هر واگن را به چرخش درمی‌آورند تا به صورت عمودی نگه داشته شوند. این واگن‌ها اغلب با نام کپسول یا غلاف شناخته می‌شوند.
در سال ۱۸۹۳، نخستین چرخ و فلک توسط «جورج واشینگتن گیل فریس جونیور» به عنوان اثر تماشایی برای ارائه به نمایشگاه بین‌المللی کلمبیا در شیکاگو، طراحی و ساخته شد. اگرچه سابق بر این چرخ و فلک‌های بسیار کوچکتر چوبی مشابه ای وجود داشتند که قدمتشان احتمالاً به قرن شانزدهم میلادی بر می‌گردد.

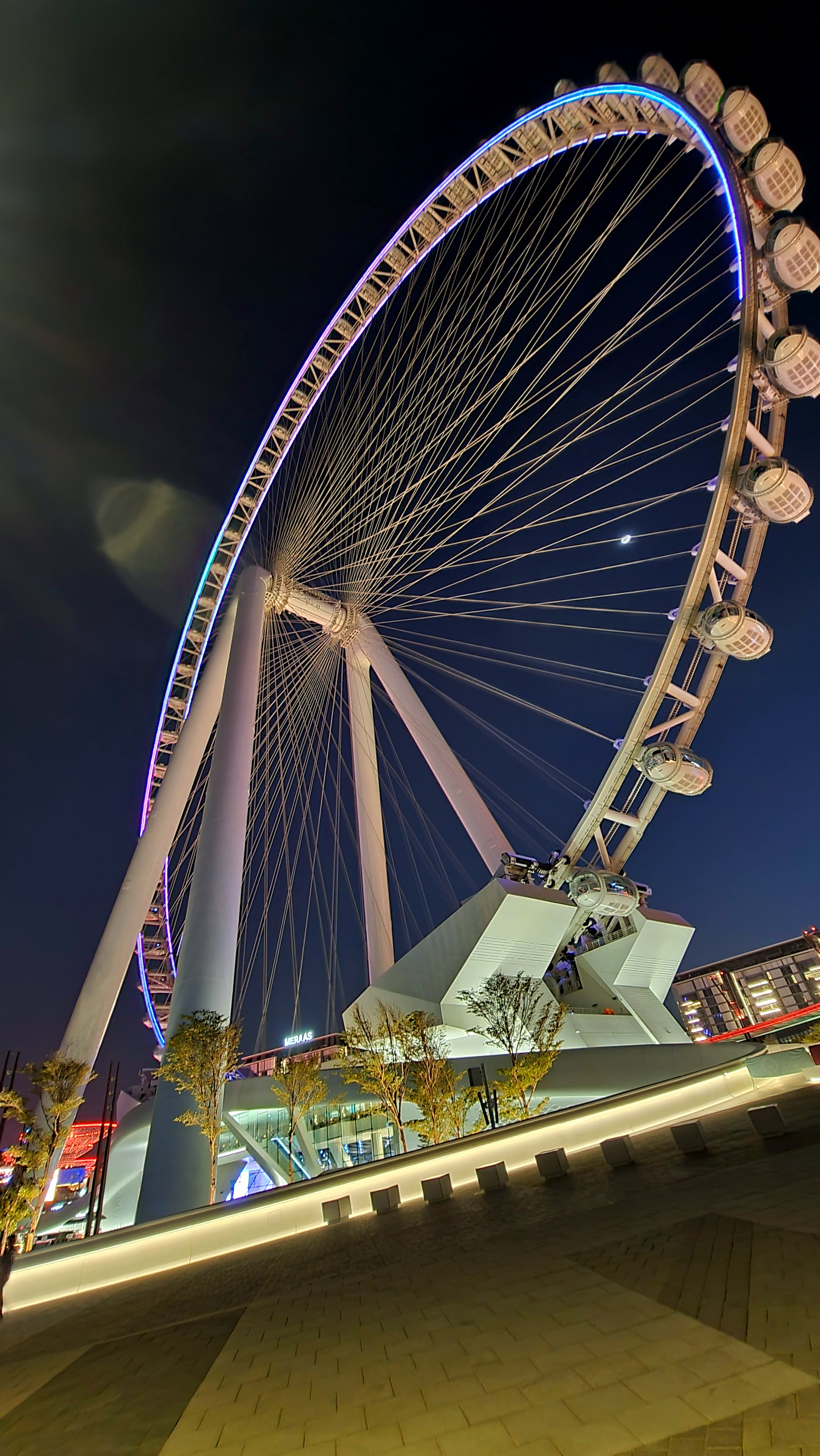
نمایی از عین دبی بلندترین چرخ و فلک دنیا از سال ۲۰۲۱.

«عین دبی» بلندترین چرخ و فلک جهان به ارتفاع ۲۵۰ متری در امارات متحده عربی هست که در اکتبر سال ۲۰۲۱ افتتاح شد اما در حال حاضر دایر نیست. رکورددار فعلی بلندترین چرخ و فلک در حال کار متعلق به های رولر با ارتفاع ۱۶۷٫۷ متری در لاس وگاس، نوادا است که در مارس ۲۰۱۴ به روی عموم باز شد.
چشم لندن ششمین چرخ فلک مرتفع دنیا و یکی از جاذبه‌های توریستی مشهور لندن است.

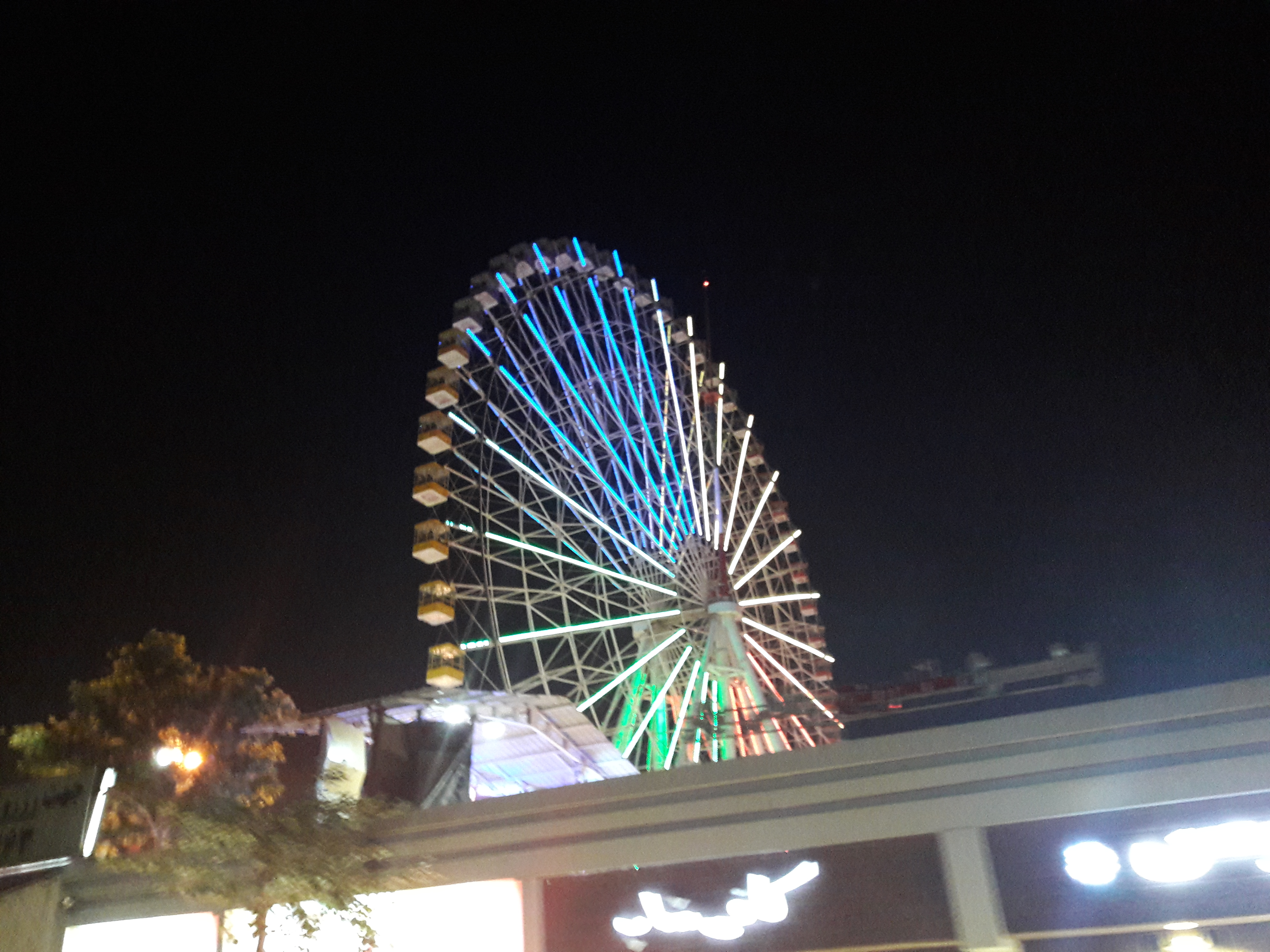
چرخ و فلک پارک ملت مشهد

## تاریخچه

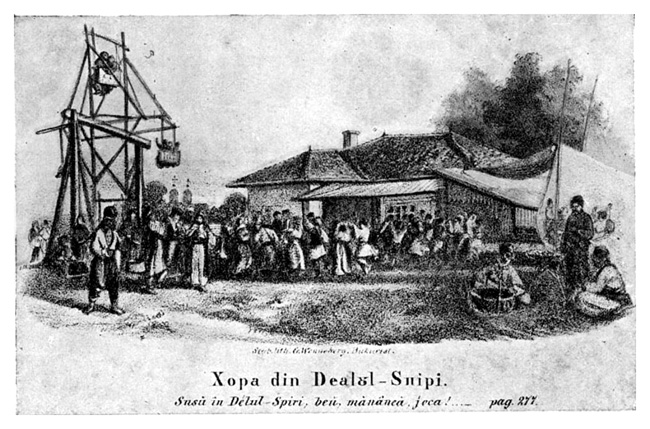
رومانی، چاپ سنگی ۱۸۵۷

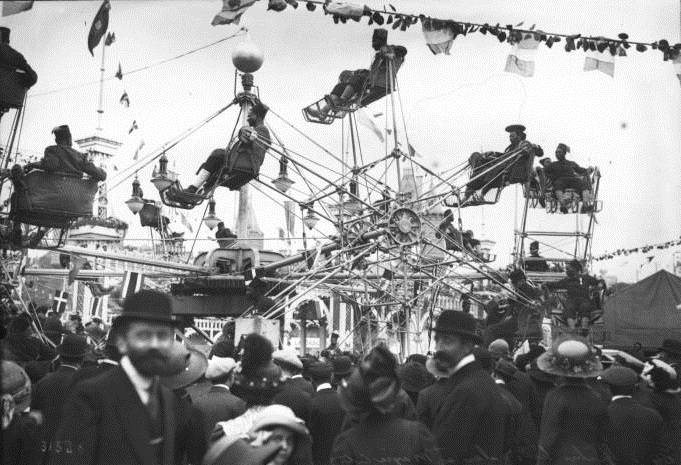
شهربازی Magic-City,۱۹۱۳،
پاریس فرانسه

چرخ و فلک‌های چوبی قدیمی (موسوم به «Pleasure wheels») از صندلی‌های آویزان بر حلقه‌های چوبی بزرگ تشکیل شده‌اند که توسط مردان قوی چرخانده می‌شد. این چرخ و فلک‌ها ممکن است در قرن هفدهم در بلغارستان ابداع شده باشند.
در سال ۱۶۱۵، پیترو دلا واله، یک مسافر رومی که از قسطنطنیه، ایران و هند نامه می‌فرستاد، در جشنواره رمضانی در قسطنطنیه شرکت کرد و از آتش بازی‌ها، قایق‌های تفریحی و تاب‌های بزرگ آنجا را توضیح می‌دهد؛ سپس در مورد سوار شدن بر چرخ و فلک بزرگ می‌گوید:
 از اینکه شاهد بالا و پایین رفتن خود با چنین سرعتی بودم، خشنود می‌شدم. اما چرخ و فلک آنقدر سریع می‌چرخید که یک یونانی که نزدیک من نشسته بود دیگر طاقت نیاورد و فریاد می‌زد "soni! soni!" (کافیه، کافیه!)
چرخ و فلک‌های مشابه ای نیز در قرن هفدهم در انگلستان و متعاقباً در سایر نقاط جهان از جمله هند، رومانی و سیبری پدیدار شدند.
در سال ۱۸۴۸ فردی فرانسوی به نام آنتونیو مانگوینو چرخ و فلکی چوبی را برای جذب بازدیدکنندگان به نمایشگاه کسب و کار خود در والتون اسپرینگ جورجیا ساخت و چرخ و فلک را به آمریکا معرفی کرد.

### چرخ و فلک سامرز

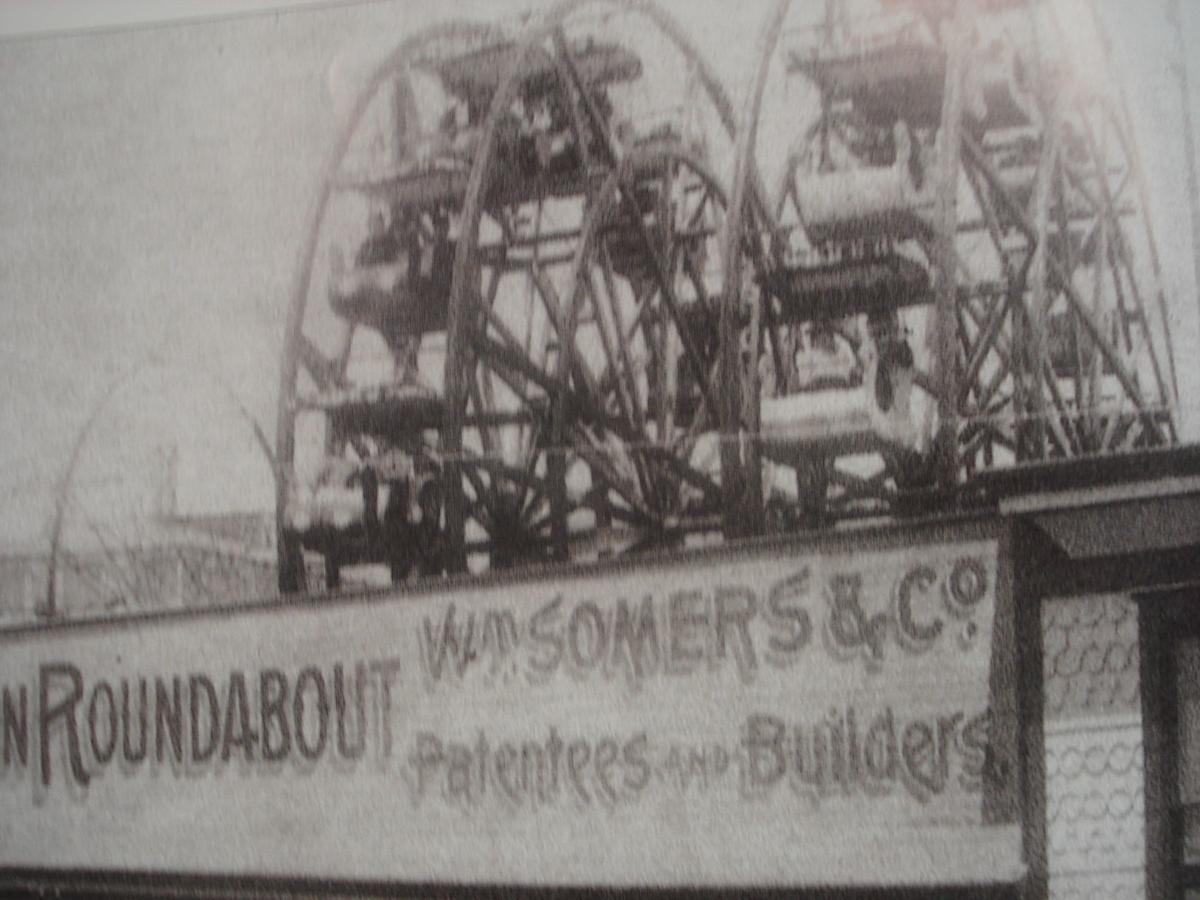
چرخ و فلک ویلیام سامرز، نصب شده در سال ۱۸۹۲، که به فاصله کوتاهی پس از آن چرخ و فلک فریس ساخته شد.

در سال ۱۸۹۲، «ویلیام سامرز» سه چرخ و فلک چوبی را به ارتفاع ۵۰ فوت (۱۵/۲۴ متر) در اسبوری پارک و آتلانتیک سیتی در نیوجرسی، و کنی آیلند در شهر نیویورک نصب کرد. او در سال بعد اولین حق ثبت اختراع چرخ و فلک در ایالات متحده را دریافت کرد.
جورج واشینگتن گیل فریس جونیور پیش از طراحی چرخ و فلک خود برای نمایشگاه بین‌المللی کلمبیا، سوار چرخ و فلک سامرز در آتلانتیک سیتی شد. سامرز در سال ۱۸۹۳ به دلیل نقض حق انحصاری علیه فریس شکایت کرد. با این حال، فریس و وکلایش موفق شدند تفاوت‌های زیاد چرخ و فلک فریس با چرخ و فلک سامرز را اثبات کنند و پرونده بسته شد.

### چرخ و فلک فریس

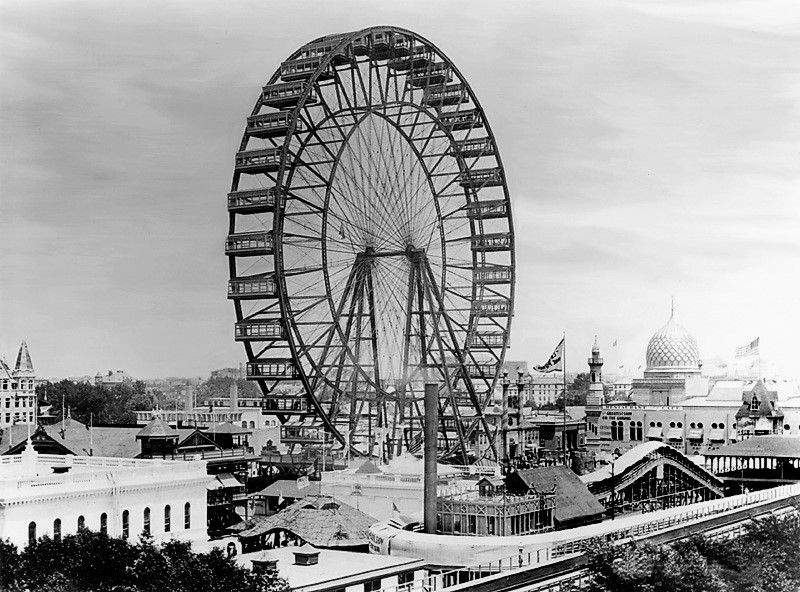
چرخ و فلک فریس که در سال ۱۸۹۳ برای ارائه به نمایشگاه World's Columbian ساخته شد.

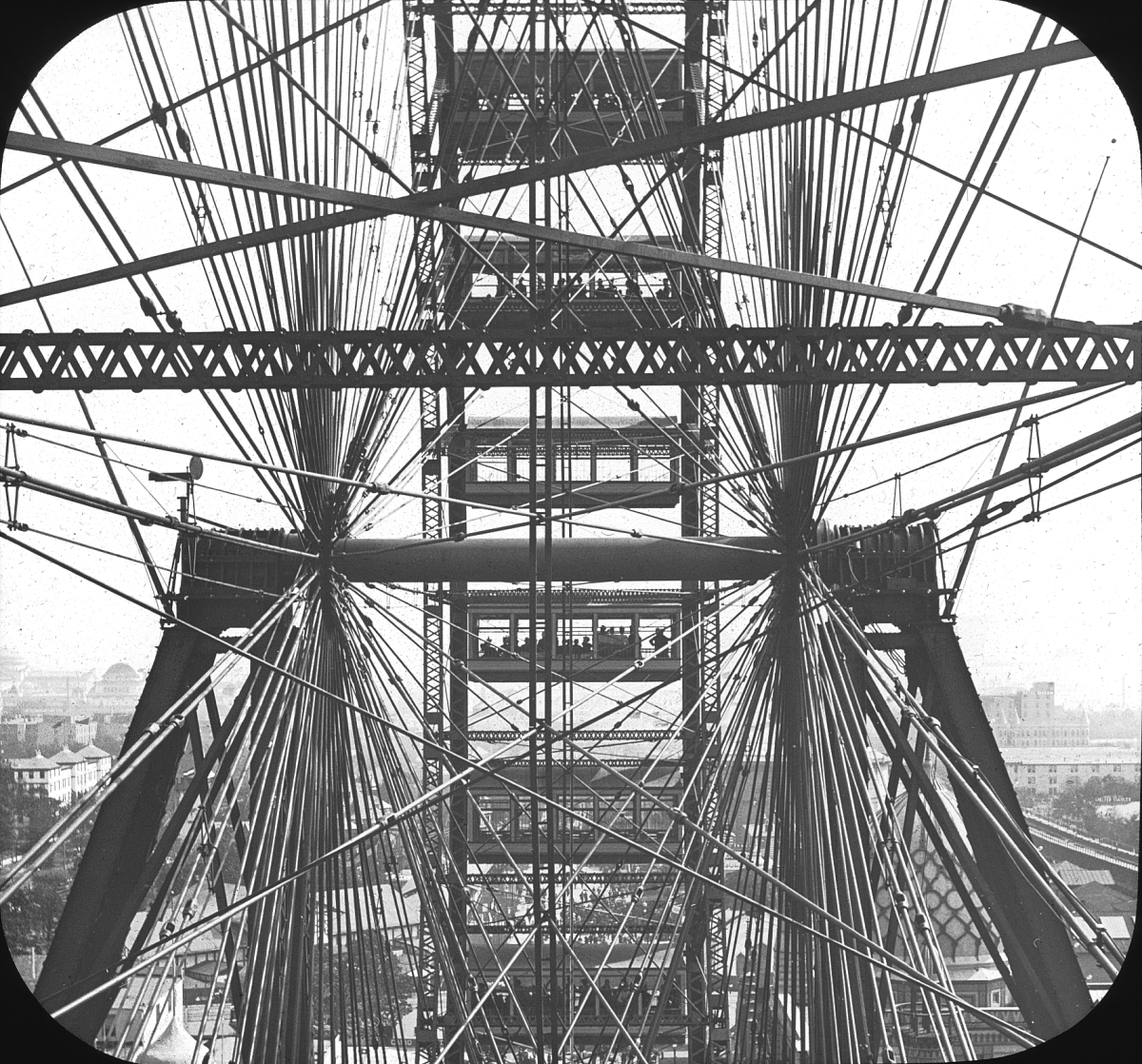
نمایی از درون چرخ و فلک

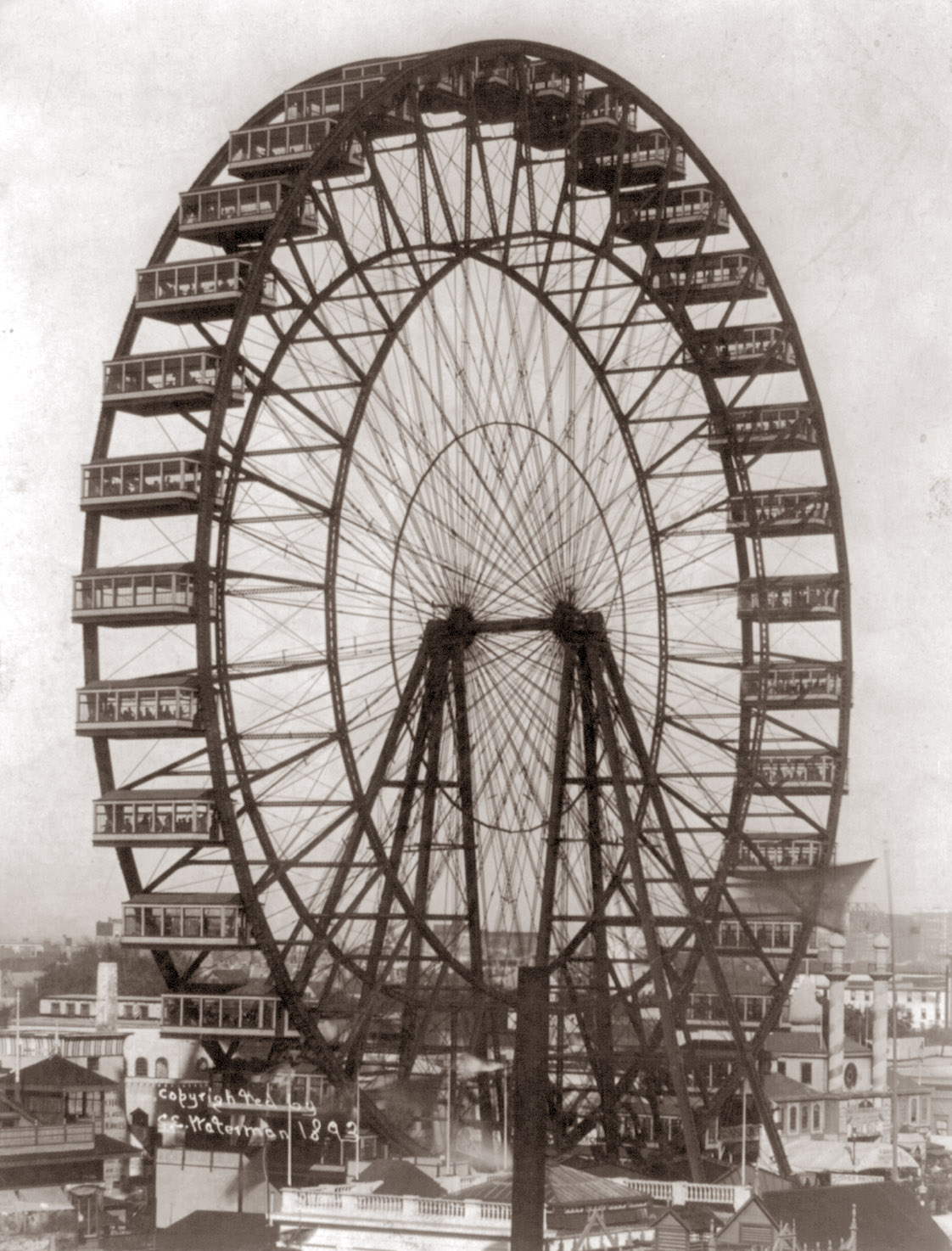

چرخ و فلک فریس (اولین چرخ و فلک با نام Ferris wheel) که گاهی به آن چرخ شیکاگو نیز گفته می‌شود، توسط فریس جونیور طراحی و ساخته شد و در سال ۱۸۹۳ افتتاح گردید. با این حال، چرخ و فلک قدیمی‌تری در سال ۱۸۵۴ توسط دو کارگر راه‌آب ایری برای نمایشگاه ایالت نیویورک ساخته شده بود.
چرخ و فلک فریس با ارتفاع ۲۶۴ فوت (۸۰/۴ متر)، بلندترین جاذبه نمایشگاه بین‌المللی کلمبیا در شیکاگو، ایلینوی بود و در ۲۱ ژوئن ۱۸۹۳ به روی عموم باز شد. این چرخ و فلک قرار بود با برج ۱۰۶۳ فوت (۳۲۴ متر) ایفل که محور اصلی نمایشگاه پاریس در سال ۱۸۸۹ بود، رقابت کند.
فریس فارغ‌التحصیل مؤسسه پلی‌تکنیک رنسلیر و پل‌ساز در شهر پیتسبرگ، ایالت پنسیلوانیا بود. او کار خود را از صنعت راه‌آهن آغاز کرد و سپس به پل‌سازی علاقه‌مند شد. فریس از نیاز روزافزون به فولاد ساختمانی اطلاع داشت و شرکت G.W.G. Ferris &» Co» را در پیتسبرگ تأسیس کرد. این شرکت فلزات را برای خطوط راه‌آهن و پل‌سازی آزمایش و بازرسی می‌کرد.
چرخ و فلک فریس بر روی یک محور ۷۱ تنی و ۴۵/۵ فوتی (۱۳/۹ متری) می‌چرخید که در آن زمان بزرگ‌ترین فولادگری توخالی جهان بود که توسط شرکت بتلهم استیل در پیتسبرگ ساخته شد که وزن آن ۸۹۳۲۰ پوند (۴۰۵۱۰ کیلوگرم) بود. همچنین در ساختار این چرخ و فلک دو محور چدنی ۵۳۰۳۱ پوند (۲۴۰۴۵ کیلوگرم) با قطر ۱۶ فوت (۴/۸ متری) به کار رفته بود.
چرخ و فلک فریس ۳۶ کابین داشت که در هر کدام ۴۰ صندلی گردان تعبیه شده بود که می‌توانست تا ۶۰ نفر را در خود جای دهد و چرخ و فلک مجموعاً ظرفیت ۲۱۶۰ نفر را داشت. روزانه حدود ۳۸۰۰۰ نفر سوار چرخ و فلک می‌شدند و ۲۰ دقیقه طول می‌کشید تا دو چرخش کامل زده شود، اولین چرخش شامل شش توقف برای ورود و خروج افراد بود و دومی یک چرخش ۹ دقیقه‌ای بدون توقف بود، که برای هر کدام از این چرخش‌ها افراد ۵۰ سنت پرداخت می‌کردند.
نمایشگاه در اکتبر ۱۸۹۳ به پایان رسید و چرخ و فلک در آوریل ۱۸۹۴ بسته شد و تا سال بعد برچیده و کنار گذاشته شد. سپس این چرخ و فلک در شمال شیکاگو، در نزدیکی منطقه پردرآمد لینکلن پارک، بازسازی شد. ویلیام دی. بویس، که در آن زمان از اعضای محله بود، در دادگاه منطقه ای علیه صاحبان چرخ و فلک طرح دعوی کرد تا چرخ و فلک از آنجا برداشته شود اما موفق نشد. چرخ و فلک از اکتبر ۱۸۹۵ تا ۱۹۰۳در آنجا دایر بود؛ سپس با راه‌آهن برای نمایشگاه جهانی ۱۹۰۴ به سنت لوئیس منتقل شد و در نهایت با استفاده از دینامیت به‌طور کنترل شده در ۱۱ مه ۱۹۰۶ تخریب گشت.

## بلندترین چرخ و فلک‌های ایران
بلندترین چرخ و فلک‌های ایران در شهربازی پارک ملت مشهد و پارک بسیج تهران هستند که هردو ۸۰ متر ارتفاع دارند. برخی از چرخ و فلک‌ها روی یک تپه یا بلندی ساخته شده‌اند و برای همین ارتفاع زیادی از سطح زمین دارند مانند چرخ و فلک بام سبز لاهیجان که به تنهایی ۳۰ متر است اما چون روی شیطان کوه (با ارتفاع تقریبی ۷۰ متر) ساخته شده‌است با سطح زمین ارتفاع زیادی دارد (یا چرخ و فلک کوهستان پارک مشهد و چرخ و فلک پارک جنگلی ارومیه و میانه و…)
| نام                                                        | ارتفاع                                                     | شهر       | تکمیل شدن   |
| ---------------------------------------------------------- | ---------------------------------------------------------- | --------- | ----------- |
| چرخ و فلک شهربازی بام سبز لاهیجان در بالای شیطان کوه       | ۱۰۰ متر(۳۰ متر ارتفاع چرخ و فلک و ۷۰ متر ارتفاع شیطان کوه) | لاهیجان   | ۱۳۹۰        |
| فانفار شهربازی پارک ملت                                    | ۸۰ متر                                                     | مشهد      | ۱۳۸۴        |
| چرخ و فلک شهربازی پارک بسیج                                | ۸۰ متر                                                     | تهران     | ۱۴۰۱        |
| چرخ و فلک شهربازی سان لند                                  | ۷۲ متر                                                     | بوشهر     | ۱۴۰۱        |
| چرخ و فلک پارک جنگلی ارومیه (بالای تپه)                    | ۷۰ متر                                                     | ارومیه    | دهه۷۰       |
| چرخ و فلک بالای تپه پارک شهدای زینلی (غیرفعال)             | ۷۰ متر                                                     | مبارکه    | دهه۸۰       |
| چرخ و فلک پارک ارم                                         | ۶۵ متر                                                     | تهران     | ۱۴۰۰        |
| چرخ و فلک شهربازی سیمرغ                                    | ۶۰ متر                                                     | محموداباد | 1404        |
| چرخ و فلک کوهستان پارک شادی (غیرفعال)                      | ۶۰ متر                                                     | مشهد      | ۱۳۶۰        |
| چرخ و فلک شهربازی پارک جنت شیراز                           | ۶۰ متر                                                     | شیراز     | 1404        |
| چرخ و فلک بالای تپه پارک جنگلی میانه (تخریب شده)           | ۶۰ متر                                                     | میانه     | دهه۸۰       |
| چرخ و فلک پارک ملت بناب (تخریب شده)                        | ۵۵ متر                                                     | بناب      | ۱۳۷۵        |
| چرخ و فلک شهربازی کردان(غیرفعال)قبلا در لوناپارک تهران بود | ۵۳ متر                                                     | کردان     | اواخر دهه۷۰ |
| چرخ و فلک شهربازی برج میلاد                                | ۵۰ متر                                                     | تهران     | ۱۴۰۰        |
| چرخ و فلک شهربازی خورسیف                                   | ۵۰ متر                                                     | ماهشهر    | ۱۴۰۲        |
| چرخ و فلک شهربازی پارک چمران                               | ۵۰ متر                                                     | کرج       | ۱۳۹۰        |
| چرخ و فلک شهربازی پارک پلیس                                | ۵۰ متر                                                     | تهران     | 1403        |
| چرخ و فلک شهربازی پارک محتشم                               | ۵۰ متر                                                     | رشت       | 1403        |
| چرخ و فلک دهکده چیچست (غیرفعال)                            | ۵۰ متر                                                     | ارومیه    | ۱۴۰۰        |
| چرخ و فلک شهربازی دالفک                                    | ۵۰ متر                                                     | قزوین     | ۱۳۹۳        |
| چرخ و فلک شهربازی بیرجند (بالای تپه)                       | ۵۰ متر                                                     | بیرجند    | دهه۷۰       |
| چرخ و فلک لوناپارک شیراز(بالای تپه)                        | ۵۰ متر                                                     | شیراز     | 1403        |
| چرخ و فلک شهربازی پارک آزادی شیراز                         | ۵۰ متر                                                     | شیراز     | ۱۴۰۴        |

## چرخ فلک افقی
چرخ فلک افقی (به انگلیسی: Carousel) وسیله‌ای است که در پارک‌ها و شهرهای بازی مورد استفاده کودکان قرار می‌گیرد. این وسیله دارای انواع مختلفی است. نوع ساده آن دارای تعدادی صندلی جهت نشستن کودکان است و با نیروی خود آنان می‌چرخد و نوع دیگر، مری گو راند، آن دارای صندلی‌هایی به شکل اسب بوده، با نیروی برق حرکت می‌کند.

## بلندترین چرخ و فلک‌های دنیا
| نام                          | ارتفاع (متر) | تکمیل شدن  | کشور                | شهر                                    | ملاحظات |
| ---------------------------- | ------------ | ---------- | ------------------- | -------------------------------------- | --- |
| عین دبی                      | ۲۵۰          | ۲۰۲۱       | امارات متحده عربی   | دبی                                    | بلندترین چرخ و فلک دنیا از سال۲۰۲۱                                                                                        |
| های رولر                     | ۱۶۷٫۶        | ۲۰۱۴       | ایالات متحده آمریکا | لاس وگاس                               | بلندترین چرخ و فلک دنیا(۲۰۱۴–۲۰۲۱)                                                                                        |
| پرنده سنگاپوری               | ۱۶۵          | ۲۰۰۸       | سنگاپور             | شهر سنگاپور                            | بلندترین چرخ و فلک دنیا(۲۰۰۸–۲۰۱۴)                                                                                        |
| ستاره نانچانگ                | ۱۶۰          | ۲۰۰۶       | چین                 | نانچانگ                                | بلندترین چرخ و فلک دنیا(۲۰۰۶–۲۰۰۸)                                                                                        |
| خورشید مسکو                  | ۱۴۰          | ۲۰۲۲       | روسیه               | مسکو                                   | بلندترین چرخ و فلک اروپا از سال ۲۰۲۲                                                                                      |
| چشم لندن                     | ۱۳۵          | ۲۰۰۰       | انگلستان            | لندن                                   | بلندترین چرخ و فلک دنیا(۲۰۰۰–۲۰۰۶)و بلندترین چرخ و فلک اروپا(۲۰۰۰–۲۰۲۲)                                                   |
| خلیج گلوری                   | ۱۲۸          | ۲۰۲۱       | چین                 | شنژن                                   | |
| رویای آسمان                  | ۱۲۶          | ۲۰۱۷       | تایوان              | تایچونگ                                | بلندترین چرخ و فلک تایوان (از سال۲۰۱۷)                                                                                    |
| چرخ اوزاکا ردهورس            | ۱۲۳          | ۲۰۱۶       | ژاپن                | سوئیتا                                 | بلندترین چرخ و فلک ژاپن (از سال۲۰۱۶)                                                                                      |
| چرخ و فلک اورلاندو           | ۱۲۲          | ۲۰۱۵       | ایالات متحده آمریکا | اورلاندو                               | |
| چرخ و فلک سوژو               | ۱۲۰          | ۲۰۰۹       | چین                 | سوژو                                   | |
| ستاره ملبورن                 | ۱۲۰          | ۲۰۰۸       | استرالیا            | ملبورن                                 | بلندترین چرخ و فلک اقیانوسیه از سال ۲۰۰۸ از سپتامبر ۲۰۲۱ برای همیشه بسته شد.                                              |
| چشم تیاجین                   | ۱۲۰          | ۲۰۰۸       | چین                 | تیاجین                                 | |
| چرخ و فلک چانگشا             | ۱۲۰          | ۲۰۰۴       | چین                 | چانگشا                                 | |
| چشم قاهره                    | ۱۲۰          | ۲۰۲۲       | مصر                 | قاهره                                  | بلندترین چرخ و فلک آفریقا از سال ۲۰۲۲                                                                                     |
| چرخ و فلک ژنگژو              | ۱۲۰          | ۲۰۰۳       | چین                 | ژنگژو                                  | |
| رویای آسمان فوکوئوکا         | ۱۲۰          | ۲۰۰۲       | ژاپن                | فوکوئوکا                               | از سپتامبر سال۲۰۰۹ بسته شد و در سال ۲۰۱۷ با نام جدید رؤیای آسمان به تایوان منتقل شد.                                      |
| چرخ و فلک الماس و گل         | ۱۱۷          | ۲۰۰۱       | ژاپن                | هونشو                                  | |
| چرخ خورشیدی                  | ۱۱۵          | ۲۰۱۴       | ویتنام              | دا نانگ                                | بلندترین چرخ و فلک ویتنام از سال۲۰۱۴                                                                                      |
| ستاره دریاچه تای             | ۱۱۵          | ۲۰۰۸       | چین                 | وکسی                                   | |
| دایکانرانشا                  | ۱۱۵          | ۱۹۹۹       | ژاپن                | اودایبا                                | بلندترین چرخ و فلک دنیا(۲۰۰۰–۱۹۹۹) در اوت ۲۰۲۲ برای همیشه تعطیل شد                                                        |
| Cosmo Clock 21 (نصب دوم)     | ۱۱۲٫۵        | ۱۹۹۹       | ژاپن                | یوکوهاما                               | |
| چرخ و فلک تمپوزان            | ۱۱۲٫۵        | ۱۹۹۷       | ژاپن                | اوزاکا                                 | بلندترین چرخ و فلک دنیا(۱۹۹۹–۱۹۹۷)                                                                                        |
| چرخ و فلک هاربین             | ۱۱۰          | ۲۰۰۳       | چین                 | هاربین                                 | |
| چرخ و فلک شانگهای            | ۱۰۸          | ۲۰۰۲       | چین                 | شانگهای                                | |
| ایگوسو۱۰۸                    | ۱۰۸          | ۱۹۹۲       | ژاپن                | اوتسو                                  | بلندترین چرخ و فلک جهان(۱۹۹۷–۱۹۹۲) در سال ۲۰۱۴ به دا نانگ ویتنام منتقل شد و هم‌اکنون با نام جدید چرخ خورشیدی فعالیت می‌کند. |
| Cosmo Clock 21 (نصب اول)     | ۱۰۷٫۵        | ۱۹۸۹       | ژاپن                | یوکوهاما                               | بلندترین چرخ و فلک جهان(۱۹۹۲–۱۹۸۹) در سال ۱۹۹۷ جمع‌آوری شد و یک چرخ و فلک ۱۱۲٫۵ متری جایگزین آن شد.                        |
| چشم فضایی                    | ۱۰۰          | نامعلوم    | ژاپن                | کیتاکیوشو                              | در ژانویه ۲۰۱۸ برای همیشه تعطیل شد                                                                                        |
| Grande Roue de Paris         | ۹۶           | ۱۹۰۰       | فرانسه              | پاریس                                  | بلندترین چرخ و فلک دنیا(۱۹۲۰–۱۹۰۰) در جنگ جهانی اول از بین رفت                                                            |
| چرخ بزرگ                     | ۹۴           | ۱۸۹۵       | انگلستان            | لندن                                   | بلندترین چرخ و فلک دنیا(۱۹۰۰–۱۸۹۵) در سال ۱۹۰۷ جمع‌آوری شد                                                                 |
| چرخ یورو                     | ۹۲           | ۱۹۹۹       | ایتالیا             | راونا                                  | بلندترین چرخ و فلک ایتالیا از سال ۱۹۹۹                                                                                    |
| رودا ریکو                    | ۹۱           | ۲۰۲۲       | برزیل               | سائوپائولو                             | بلندترین چرخ و فلک آمریکای جنوبی از سال۲۰۲۲                                                                               |
| چرخ شفق                      | ۹۰           | نامعلوم    | ژاپن                | کووانا                                 | |
| ریو استار                    | ۸۸           | ۲۰۱۹       | برزیل               | ریودوژانیرو                            | بلندترین چرخ و فلک آمریکای جنوبی(۲۰۲۲–۲۰۱۹)                                                                               |
| چرخ آسمان                    | ۸۸           | نامعلوم    | تایوان              | گوکنگ                                  | |
| چشم سواتو                    | ۸۸           | ۲۰۱۹       | چین                 | سواتو                                  | |
| Technocosmos                 | ۸۵           | ۱۹۸۵       | ژاپن                | اوزاکا                                 | بلندترین چرخ و فلک دنیا(۱۹۸۹–۱۹۸۵) از سال ۱۹۸۵ تا ۲۰۰۹ در تسوکوبا فعالیت کرد                                              |
| اولین چرخ و فلک جهان         | ۸۰٫۴         | ۱۸۹۳       | آمریکا              | شیکاگو(۱۹۰۳–۱۸۹۳) سنت لوئیس(۱۹۰۶–۱۹۰۳) | بلندترین چرخ و فلک دنیا(۱۸۹۳–۱۸۹۴) در سال ۱۹۰۶ تخریب شد                                                                   |
| فانفار شهربازی پارک ملت مشهد | ۸۰           | ۲۰۰5(1384) | ایران               | مشهد                                   | بلندترین چرخ و فلک ایران از سال ۱۳۸۴ تاکنون بلندترین چرخ و فلک خاورمیانه(۲۰۲۱–۲۰۰۵)                                       |
| چرخ و فلک شهربازی پارک بسیج  | ۸۰           | ۱۴۰1(2022) | ایران               | تهران                                  | بلندترین چرخ و فلک تهران از سال ۱۴۰۱ تاکنون                                                                               |
| ستاره تگزاس                  | ۸۰           | ۱۹۸۵       | آمریکا              | تگزاس                                  | |